# خوش‌باوری
خوش‌باوری یا ساده‌لوحی (به انگلیسی: Credulity) حالت اشتیاق برای باور به یک یا چند چیز یا مردم، در غیاب هیچ دانش یا استدلال قابل توجیه است.
خوش‌باوری صرفاً باور به چیزی نیست که ممکن است غلط باشد. سوژه باور ممکن است حتی درست باشد، اما یک شخص خوش‌باور یا ساده‌لوح آن را بدون هیچ مدرک خوبی باور می‌کند.

## برای مطالعهٔ بیشتر
- Blakeman, Rufus (1849), A philosophical essay on credulity and superstition, New York: D. Appleton & Company